# Balásházy János
Balásházi Balásházy János (Sátoraljaújhely, 1797. március 6. – Debrecen, 1857. november 19.) ügyvéd, szolgabíró.

## Élete

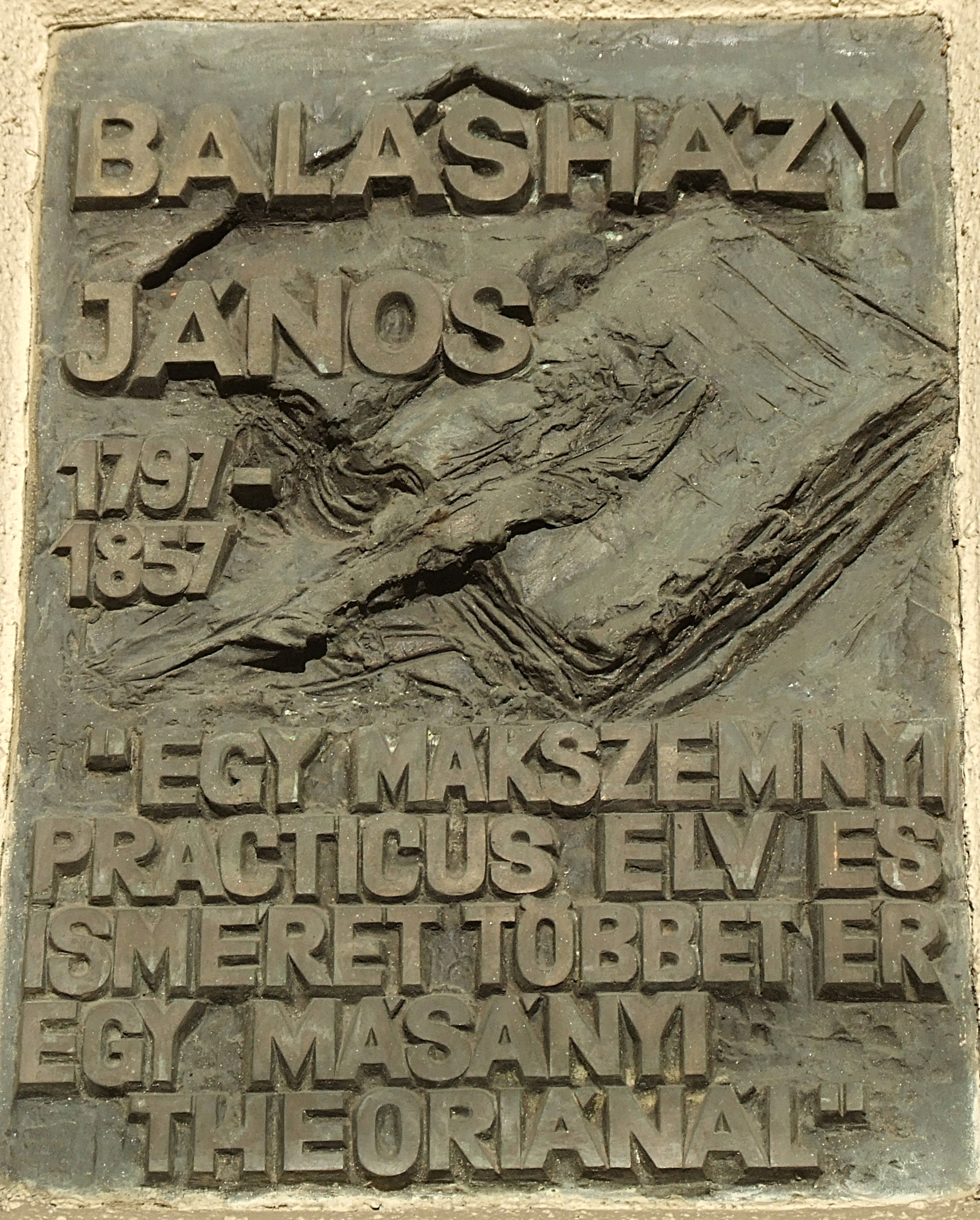
Emléktáblája
Budapest, Kossuth Lajos tér 11.

Atyja, Balásházy Mihály, megyei pénztárnok volt. Tízéves korában árván maradt. Iskoláit szülőföldjén kezdte, Sárospatakon a református főiskolában és Lőcsén folytatta a jogot s Kassán végezte. 1816-ban Keszthelyre ment gazdászati tanulmányokra; egy év múlva megvált az intézettől, hazament és gazdasággal foglalkozott. 1820-ban Pestre költözött és ügyvédi gyakorlatot folytatott. 1824-ben Zemplén vármegye táblabírája, 1827-ben szolgabírája lett; 1828-ban Kossuth Lajossal részt vett az országos összeírás lebonyolításában. 1833-ban Vay Ábrahám gróf tiszántúli jószágainak igazgatója lett. 1836-ban eladta saját birtokát és Debrecenben vett kisebb házat. Az 1840-es években a sorozatos rossz termés miatt csődöt kért maga ellen; a hitelezőket végül úgy sikerült kielégítenie, hogy ismét Vay Ábrahámnál vállalt jószágigazgatói állást. 1853-ban visszavonult birtokára, de betegsége miatt már nem tudta folytatni a gazdálkodást. 1855-ben eladta debreceni birtokát és Földesre költözött unokájához.
A Magyar Tudományos Akadémia 1830. november 17-én rendes tagjává választotta.

## Emlékezete
- Róla kapta a nevét a Debreceni Egyetem Balásházy János Gyakorló Technikuma, Gimnáziuma és Kollégiuma.
- Debrecenben és Sátoraljaújhelyen utcát neveztek el róla.

## Művei
- Gyűjtemény a juhtenyésztésről. Kassa, 1827. Két kötet. (2. kiadás. Uo. 1833., 3. kiadás. Pest, 1836. Három rész egy kötetben.)
- Tanácslatok a magyarországi mezei gazdák számára. Sárospatak, 1829. (Marczibányi-jutalomban részesült)
- Észrevételek a honi gazdaságbeli szorgalomnak akadályairól és orvoslási módjáról. Pest. 1831. Dercsényi Pál báró alapítványából 70 arannyal jutalmazott munka. 3. (2.) bőv. kiadás. Uo. 1835., 3. (4.) bőv. kiadás. Uo. 1853.)
- Az okos gazda, vagy gazdasági tudomány. Pest, 1830. (2. kiadás. Uo. 1833.)
- Az adó és még valami. Uo. 1830. (2. kiadás. Uo. 1833. Német nyelven is megjelent Vojdisek József ford. Pest, 1830.)
- Az 1831-dik esztendei felső-magyarországi zendülésnek történeti leirása. Uo. 1832.
- Ujabb tapasztalások a juhtenyésztés tárgyában. Sárospatak, 1833.
- A háztartás és mezei gazdaság tudománya. Debrecen. 1838–39. Két kötet. (A Magyar Tudományos Akadémia nagy jutalmában részesült, melyet ebben az évben e mű közt és Vörösmarty Mihály Marót bán című színműve közt osztottak meg.)
- Elárult pályairat. A tagosztály… Uo. 1841. (2., toldalékkal bőv. kiadás. Uo. 1845.)
- Debreczen a mint van s jövendője. Uo. 1844.
- Politikai és statusgazdasági nézetek. Uo. 1847. Két kötet.
- A pinczegazdászatról és borkereskedésről. Pest, 1856.
- A tagosztályban való zavarok tisztába hozataláról. Uo. 1857. (Ism. Törvénykezési Lapok 1858.)

### Kéziratban
- Nézetek a magyar- és erdélyországi eladósodott föld- és házbirtokosoknak sülyedéstőli megmentésökről. 1846. (Censurai példány).
- A magyarországi környülállásokhoz alkalmazott gazdasági tudomány kérdésekben és feleletekben. 1829–30. (Az Országos Széchényi Könyvtár kézirattárában.)